# Biciclo de vapor Copeland
El biciclo de vapor Copeland es un vehículo de dos ruedas con motor de vapor construido por el ingeniero estadounidense Lucius Copeland en 1881. Es considerado una de las primeras motocicletas.

## Historia

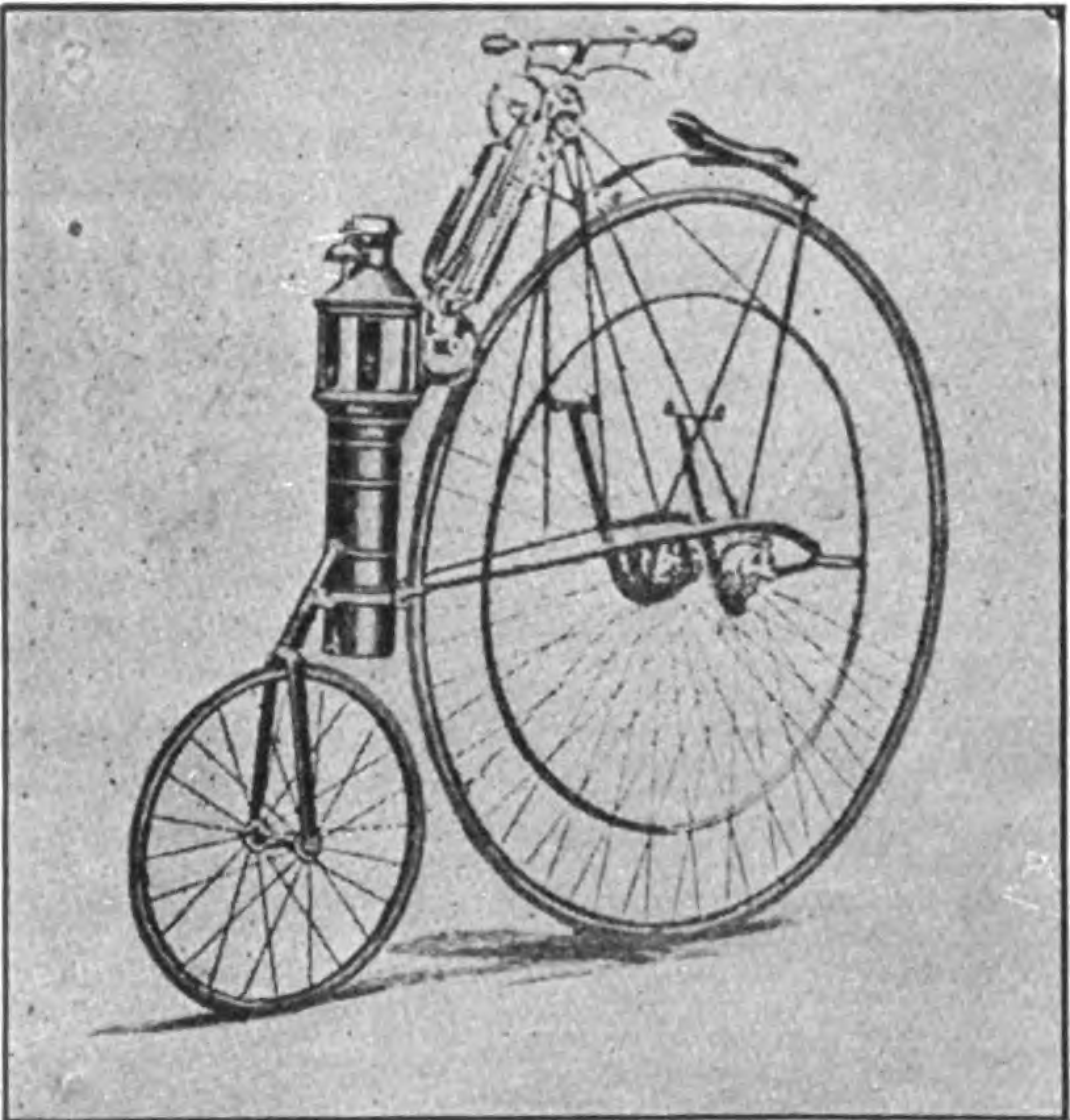
Grabado del biciclo de Copeland de 1884

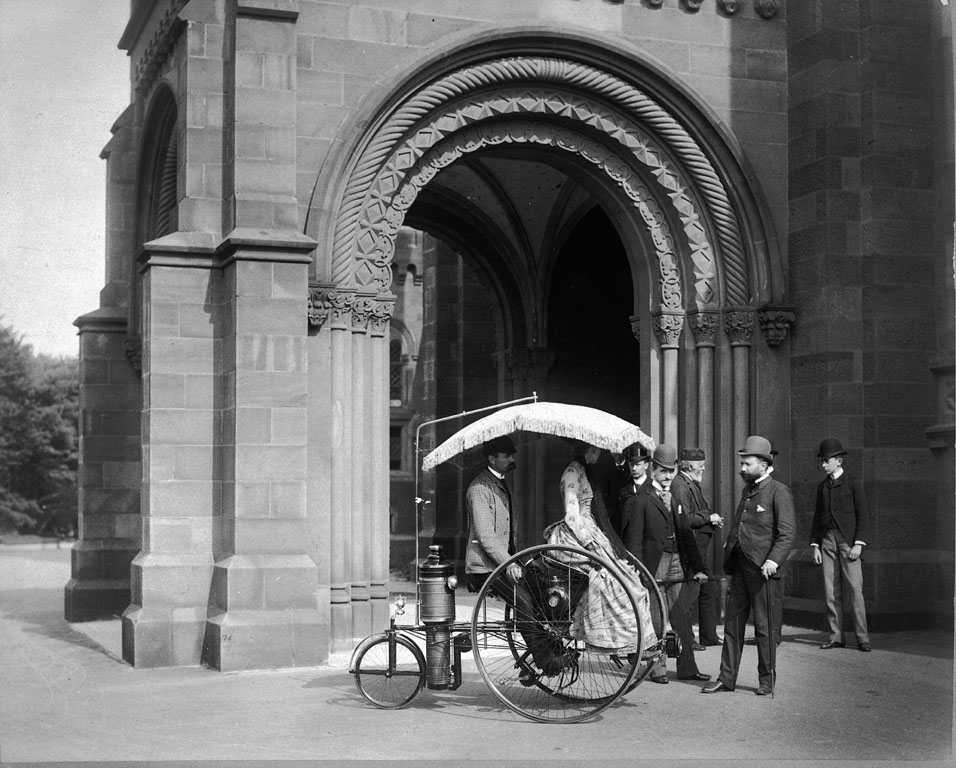
Copeland llevando a Frances Benjamin Johnston en su Moto-Ciclo Phaeton junto al Edificio del Instituto Smithsoniano en 1888. Por detrás aparecen su socio Sandford Northrop, y los miembros del Smithsonian E. H. Hawley, W. H. Travis y J. Elfreth Watkins.

Copeland diseñó en 1881 una pequeña caldera de vapor muy eficiente, que podía impulsar la gran rueda trasera de un biciclo Columbia para alcanzar una velocidad de 19 km/h. A diferencia de la mayoría de los biciclos, el modelo utilizado por Copeland tenía la rueda pequeña delante (que controlaba la dirección guiada por el manillar), y la rueda grande detrás.
En 1884 Copeland utilizó un biciclo de la marca American Star, con la pequeña rueda de dirección delante, con el fin de construir un nuevo vehículo motorizado para ser exhibido en la Feria del Condado de Maricopa de aquel año. La "Star" de vapor era capaz de cubrir una milla en cuatro minutos y podía cargar agua suficiente para operar durante una hora. En 1887, Copeland  instaló los talleres de la compañía Northrop en Camden (New Jersey) para producir una versión de su vehículo con tres ruedas, el "Moto-Ciclo Phaeton", que presentó en el Instituto Smithsoniano en Washington D.C en 1888.
El motor de vapor rendía 4 caballos a 2600 rpm, con una caldera de 45 kg situada alrededor de la columna de la dirección. El agua era calentada por la combustión de queroseno. Una única correa de cuero impulsaba la gran rueda trasera, alcanzando una velocidad máxima de alrededor de 24 km/h.

## Réplicas conservadas
Peter Gagan, presidente del Antiguo Club de la Motocicleta de América, pudo localizar un biciclo Star de 1884 al que instaló un motor de vapor original Copeland, conservado en el Museo de Historia de Phoenix. Fue capaz de componer una replica a tamaño real del biciclo a vapor, justo a tiempo para poder presentarlo en la exposición  El Arte de la Motocicleta, organizada en Las Vegas por la Fundación Guggenheim en octubre de 2001. Esta réplica es ahora el diseño de motocicleta más antiguo del mundo capaz de funcionar. El Museo de Historia de Phoenix emprendió la construcción de una segunda réplica del vehículo de Copeland, aunque no se pretendía que pudiera funcionar.